# Кезерашвили, Давид Шотаевич
Дави́д Шотаевич (Шабтаевич) Кезерашви́ли (груз. დავით შოთას ძე კეზერაშვილი; род. 22 сентября 1978) — грузинский политический и военный деятель, министр обороны Грузии.

## Биография
Давид Кезерашвили родился в Тбилиси 22 сентября 1978 года, в еврейской семье. В 1992 году с бабушкой репатриировался в Израиль, Холон. Спустя полтора года вернулся в Грузию. Женат, имеет одного ребёнка.

### Образование
В 1999 году окончил факультет международного права и международных отношений Тбилисского государственного университета. Кроме грузинского, владеет английским, русским, итальянским языками, а также ивритом.

### Работа в правительстве
С 2001 года работал в Министерстве юстиции Грузии старшим инспектором главного управления пенитенциарных (тюремных) реформ, позже — начальником информационно-аналитической службы. После ухода Саакашвили с поста Министра юстиции Грузии (в 2002 году) годах работал его помощником, когда тот возглавлял городской парламент (Сакребуло) Тбилиси (2002—2003).
После победы осенью 2003 года «Революции роз» Кезерашвили был назначен главой финансовой полиции при Министерстве финансов Грузии.
11 ноября 2006 года был назначен на пост министра обороны Грузии, сменив на этом посту Ираклия Окруашвили.
24 января 2008 года исполняющий обязанности премьер-министра Грузии Владимир Гургенидзе представил новый состав правительства. В нём Кезерашвили остался на посту главы Минобороны, хотя его отставки многократно требовала оппозиция.
5 декабря 2008 года был освобождён от должности министра обороны Грузии.

### Обвинения и лишение свободы
Против бывшего министра обороны возбуждено 7 уголовных дел (обвинения в растрате, вымогательстве, отмывании денег, превышении полномочий в деле о разгоне акции протеста 7 ноября 2007 года, захвате телерадиокомпании «Имеди» и иного имущества грузинского бизнесмена Бадри Патаркацишвили). Он также обвиняется в хищении 5,06 млн евро в рамках одного из проектов Минобороны Грузии. 7 сентября 2021 года верховный суд Грузии приговорил его к 5 годам лишения свободы.
В 2023 году «Би-би-си» опубликовала расследование, в котором утверждалось, что Кезерашвили был связан с сетью мошеннических и нерегулируемых инвестиционных брендов.